# RS-88
Le RS-88 est un moteur-fusée à ergols liquides développé par la société américaine Rocketdyne qui équipe le vaisseau spatial CST-100 Starliner. Ce moteur-fusée d'une poussée de  178 kiloNewtons brûle de l'hydrazine. L'alimentation se fait par pressurisation des réservoirs. Les 4 moteurs-fusées qui équipent le vaisseau ont pour  seul rôle de pallier une défaillance du lanceur en écartant le vaisseau spatial de celui-ci et en lui faisant suivra une trajectoire parabolique ascendante. Durant cette phase d'accélération chaque moteur brule 317 kilogrammes d'ergols. Le premier vol du CST-100 Starliner doit avoir lieu en 2019.

## Historique
Le RS-88 est conçu par Rocketdyne dans le cadre du programme expérimental BANTAM de la NASA lancé en 1997 rattaché lui-même au programme ASTP dont l'objectif était de mettre au point des technologies utilisables permettant d'abaisser les couts de lancement. Le moteur à l'origine brulait un mélange de éthanol et d'oxygène liquide avec une poussée au sol de 220 kiloNewtons.  Il est testé en 2003 pour un système de sauvetage développé par Lockheed Martin mais après quelques tests le projet est abandonné en 2004. Il est par la suite retenu en 2006  pour propulser l'avion-fusée Rocketplane XP (en) capable d'effectuer un vol parabolique culminant à une altitude de 100 km. Ce projet est développé par la société éponyme Rocketplane Global Inc. (en) créée en 2001 pour se positionner sur le marché du tourisme spatial. Mais la société dépose le bilan en 2010 sans avoir réalisé un seul vol.